# XXII Congreso Eucarístico Internacional
El XXII Congreso Eucarístico Internacional fue un Congreso Eucarístico Internacional celebrado en Madrid (España) entre los días 25 y 28 de junio de 1911. Estuvo envuelto en la polémica por la presencia de Alfonso XIII en el acto de clausura y por los actos religiosos que se celebraron durante la posterior recepción que dio el rey en el Palacio de Oriente a los prelados participantes en un momento en que el gobierno de José Canalejas estaba siendo víctima de una campaña denigratoria por parte de los católicos y de la jerarquía eclesiástica que protestaban por su política laicista cuya pieza principal era la Ley del Candado que pretendía restringir la actividad de las órdenes religiosas en el ámbito social y educativo.

## Contexto: la política laicista del gobierno de Canalejas
El objetivo de la política religiosa del gobierno de Canalejas era, según el historiador Javier Tusell, lograr una separación "amistosa" de la Iglesia y del Estado "a la que [Canalejas] quería llegar a través de negociaciones llevadas lo más discretamente posible". El problema fue que el Vaticano, "que por aquellos años estaba obsesionado con la condena del modernismo", no estaba dispuesto a modificar la posición de privilegio que tenía la Iglesia Católica en España.
Para fortalecer al Estado frente a la Iglesia católica Canalejas se propuso reducir el peso de las órdenes religiosas, mediante una ley que las tratara como asociaciones, excepto a las dos reconocidas en el Concordato de 1851. Mientras las Cortes debatían la nueva ley, se aprobó en diciembre de 1910 una disposición transitoria y temporal conocida como Ley del Candado según la cual no se podrían establecer nuevas órdenes religiosas en España durante los dos años siguientes. Pero la ley quedó prácticamente sin efecto al aprobarse una enmienda según la cual si pasados dos años no se había aprobado la nueva ley de asociaciones se levantaría la restricción. Y eso fue lo que acabó sucediendo pues esa ley nunca vio la luz y el número de religiosos siguió creciendo. A pesar de todo Canalejas, devoto católico, fue considerado el enemigo de la religión católica, en un momento en que se vivía bajo la conmoción producida por la revolución portuguesa de 1910 que había acabado con la Monarquía y proclamado la Primera República Portuguesa. La confrontación entre el gobierno y la Iglesia Católica fue tan intensa que España llegó a retirar a su embajador ante la Santa Sede.
En cuanto al papel del rey, según Julio de la Cueva Merino, Alfonso XIII "hizo cuanto pudo para moderar los extremos más afilados de la política anticlerical del gabinete", insistiendo en que se restablecieran las relaciones diplomáticas con la Santa Sede y en que las medidas adoptadas por el gobierno se acordaran con ella. Según parece Alfonso XIII llegó a decir: «Es un gran corazón y una gran cabeza este Canalejas. No tiene más inconveniente que el estar un poco verde en la cosa religiosa, pero yo acabaré por catequizarlo». Además se dijo que la enmienda que dejó sin efecto la "Ley del Candado" fue introducida a propuesta del marqués de Comillas, un personaje muy próximo al rey. Pero la intervención más importante y polémica del rey en esta cuestión se produjo con motivo del XXII Congreso Eucarístico Internacional.

## El Congreso

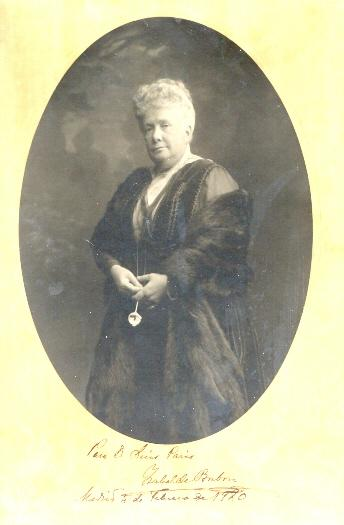
Isabel de Borbón y Borbón, tía del rey Alfonso XIII y presidenta de la junta nacional encargada de organizar el Congreso.

La designación de Madrid como sede del XXII Congreso Eucarístico Internacional se produjo en 1909 y la confirmación de la misma tuvo lugar al año siguiente, no sin antes vencer la oposición de ciertos sectores católicos a que se celebrara en España. Según el historiador Julio de la Cueva Merino, "las prevenciones venían motivadas por dos razones de apariencia contradictoria: por un lado, la curiosa desconfianza que inspiraba en otros catolicismos nacionales la mala fama de intolerancia y arcaísmo que históricamente arrastraba el catolicismo español; por otro lado, el temor provocado por el hecho de que la explosiva mezcla de políticas secularizadoras y movilización anticlerical que vivía España produjese una nueva Semana Trágica cuyo objetivo fuesen, esta vez, los internacionales devotos de la Eucaristía".
La organización del Congreso quedó a cargo de una junta nacional presidida por la infanta Isabel de Borbón y Borbón, tía del rey, y que contaba con el patrocinio de los reyes. Alfonso XIII ofreció su palacio al legado pontificio y prometió que asistiría a la procesión eucarística que se celebraría el día 29 de junio, un día después de la clausura, y que además ofrecería una recepción a los prelados asistentes a los actos. La representación de la familia real la ostentó el infante don Carlos de Borbón-Dos Sicilias, cuñado del rey y miembro del sector más clerical de la corte.
Durante el Congreso se dio lectura a un telegrama enviado por el papa en el que aludía a la Primera República Portuguesa y a la presunta persecución que padecían los obispos católicos en ese país.
Uno de los ponentes fue san Manuel González García, entonces arcipreste de Huelva. Además, incluyó en las Actas del Congreso una memoria sobre la atención los sagrarios y la devoción a las Tres Marías.
Este congreso fue el primer lugar donde se entonó el «Himno a los Adoradores», también conocido como «Cantemos al amor de los amores», con música de Ignacio Busca de Sagastizábal y letra de Restituto del Valle.

### La intervención del rey en el Congreso
El día 28 de junio el rey, viniendo del Palacio de la Granja, se presentó sin previo aviso en la basílica de San Francisco el Grande donde se celebraba el acto de clausura del Congreso, lo que causó un gran escándalo en los medios liberales. Este fue aún mayor cuando al día siguiente, tras la procesión eucarística, reunió en el Palacio Real a los asistentes al Congreso y se celebraron allí dos ceremonias religiosas: la entronización de la Eucaristía y la lectura por parte del secretario del Congreso, el padre claretiano Juan Postius, de una consagración de España a la Eucaristía.

Soberano Señor Sacramentado, Rey de Reyes y Señor de los dominan: Ante vuestro augusto trono de gracia y de misericordia se postra España entera, hija muy amada de vuestro Corazón. Somos vuestro pueblo. Reinad sobre nosotros. Que vuestro imperio dure siempre por los siglos de los siglos. Amén.

El conde de Romanones escribió en sus Memorias que la demostración de fuerza católica del Congreso, revalidada con la presencia del rey, hacía presagiar que «todos los avances que [los liberales] intentábamos… en aquel medio no podían prosperar; estaban de antemano condenados al fracaso». Así pues, según la mayoría de los autores, el rey con su presencia desautorizó la política religiosa de Canalejas, y de ahí que la prensa liberal criticara el hecho argumentando que había identificado a España con el clericalismo. Sin embargo, los historiadores Javier Tusell y Genoveva García Queipo de Llano afirman que Canalejas declaró haber tenido conocimiento de lo que iba a hacer el rey y que no puso impedimentos a que acudiera al acto de clausura y a que invitara a 55 de los prelados que intervinieron en él a un banquete en el Palacio Real, aunque sí le aconsejó que no fuera a la inauguración. De esta forma la presencia del rey cabría interpretarla como una prueba de la voluntad de conciliación del gobierno con Roma.
Por su parte el historiador Julio de la Cueva Merino afirma, en cambio, que en la época se dijo que el gobierno se había opuesto a la asistencia del rey a los actos del Congreso, y en cuanto a los motivos que tuvo Alfonso XIII para actuar de la forma que lo hizo este historiador señala que el rey intentaba mejorar la imagen de España en los medios católicos como quedó de manifiesto en el discurso que pronunció en la basílica al presentar una España «creyente, afable, hospitalaria, no áspera ni ceñuda como la describen nuestros enemigos», y que también pretendió suavizar las tensas relaciones que entonces mantenían el gobierno y el papa. Por otro lado, De la Cueva Merino resta importancia al acto de la consagración ya que "no la hizo el rey, sino un religioso, aunque fuera con la aprobación regia; ya se había realizado otra durante el Congreso Eucarístico Nacional de Valencia de 1893 y se realizaron otras dos, días después, en el Templo Nacional Expiatorio del Tibidabo de Barcelona y en la cripta de Nuestra Señora de la Almudena de Madrid.